# EKr1 "Tarpan"

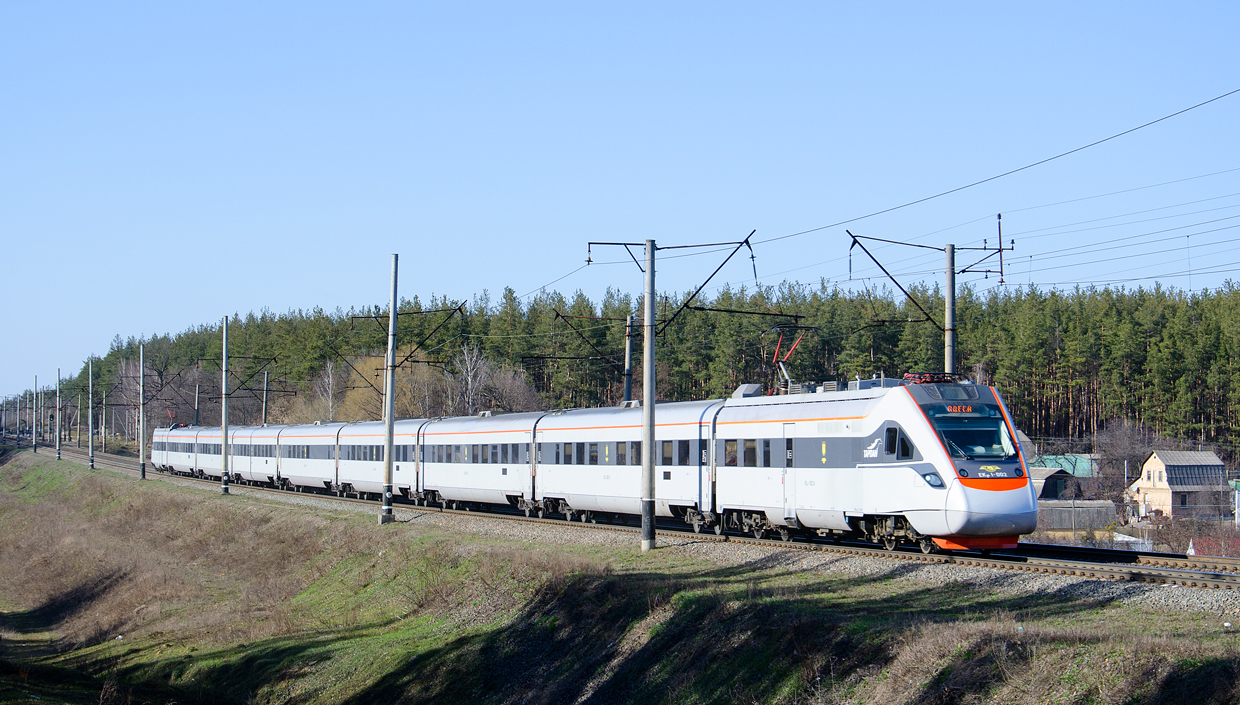
ЕКr1-002

EKr1 "Tarpan" (Kryukivsky First Electric Train) és un tren elèctric interregional d'alta velocitat de dos sistemes, creat per Kriúkivski vahonobudivní zavod (Krementxuk, Oblast de Poltava, Ucraïna) el 2011-2012.

## Història de la creació
A principis del segle XXI, hi havia la necessitat d'organitzar el trànsit de trens de passatgers d'alta velocitat a Ucraïna. El pioner va ser el Capital Express (2002) que connectava Kíiv-Kharkiv. El tren constava d'una locomotora i vagons model 61-779 amb seients. En preparació per al Campionat d'Europa de Futbol de 2012, es van comprar 10 trens elèctrics d'alta velocitat Hyundai Rotem (6 trens es van lliurar abans de l'inici del Campionat i 4 més després del seu final).
Al mateix temps, a Kriúkivski vahonobudivní zavod, per iniciativa pròpia, van començar a crear un tren d'alta velocitat amb una velocitat màxima de 200-220 km/h. Tanmateix, la planta no va poder desenvolupar-se i certificar completament el seu tren abans de l'inici del torneig. En aquell moment, el tren només estava sotmès a proves de fàbrica i rodament.
A partir del 31 de gener de 2013, la comissió interdepartamental d'acceptació d'Ukrzaliznytsia va acceptar per a funcionar el primer tren EKr1-001 "Tarpan".
«La comissió va decidir: la composició i la integritat del model experimental del tren elèctric interregional de nou cotxes de dos sistemes fabricat per KVBZ compleixen principalment els requisits de la tasca tècnica. Les proves del tren i dels seus carros es compten com a proves d'acceptació. A la documentació de disseny se li assigna la lletra O».
Paral·lelament, es va acabar el muntatge del segon tren EKr1-002, en el qual es van fer tasques de posada en marxa.
Aproximadament entre març i abril de 2013, estava previst que un dels trens vingués a Shcherbinka per fer proves, i després acceleraria a la ruta Moscou-Sant Petersburg fins a 200 km/h, perquè no hi ha camps de proves a Ucraïna que permetre l'acceleració a una velocitat similar.
Segons la decisió de la comissió interdepartamental, del 28 de març al 2 d'abril de 2013 es van realitzar les proves del segon tren elèctric interregional d'alta velocitat de dos sistemes — EKr1-002. El tren elèctric va iniciar l'anomenada "prova de conducció": circulant per les carreteres. El quilometratge requerit hauria de ser de 5.000 km. Al maig-juny de 2013, estava previst que el primer vol regular del tren tingués lloc a la línia Dnipro — Simferopol, la distància entre les ciutats hauria de ser coberta pel tren en 4 hores i 50 minuts.
Serhiy Mykhaylenko, un dels provadors de Kriúkivski vahonobudivní zavod, va dir:
«Vam conduir pel tram Boryspil-Baryshivka a una velocitat de 140 quilòmetres per hora. En aquest lloc hi ha tres línies de ferrocarril paral·leles. Quan un Hyundai va aparèixer en una branca propera, va intentar avançar-nos, però vam augmentar la velocitat a 170 quilòmetres per hora i vam avançar fàcilment. El tren importat no ens podia oposar a res.»
A partir del 5 d'abril de 2013, la comissió d'acceptació interdepartamental Ukrzaliznytsia, encapçalada pel primer director general adjunt d'Ukrzaliznytsia Mykola Serhiyenko, mentre estava a KVBZ, va permetre l'explotació de dos trens elèctrics EKr1-001 i EKr1-002 amb una velocitat màxima de funcionament de 160 km/h i va aprovar la producció d'un lot experimental de trens elèctrics EKr1 en una quantitat de 10 unitats.
La comissió va assenyalar que la composició i la integritat dels trens elèctrics de nou cotxes de dos sistemes interregionals de la sèrie EKr1 produïts per PJSC "KBBZ" compleixen els termes de la tasca tècnica. I les seves característiques tècniques i construcció es troben al nivell mundial modern de productes similars de la classe corresponen

## Característiques de la creació
Avui, PJSC KVBZ té permís per fabricar aquest model.
Més de 180 empreses d'Ucraïna més socis de la CEI i la resta del món subministren components i components per a trens elèctrics nacionals. La localització de la producció a Ucraïna és del 70 per cent, s'han creat més de 5.000 nous llocs de treball. En el projecte hi van participar instituts de recerca i institucions estatals. La feina de l'equip de constructors de vagons i de tots els seus socis mereix atenció, suport i reconeixement.
El tren número 001 va recórrer uns 60.000 quilòmetres durant les proves, el número 002, uns 6.000. Han demostrat la seva fiabilitat, eficiència, compliment de la infraestructura dels ferrocarrils ucraïnesos i estan preparats per transportar passatgers. Això és el que va confirmar la decisió de la comissió interdepartamental.
Els especialistes d'Ukrzaliznytsia, per ordre del primer subdirector general Mykola Serhiyenko, van desenvolupar vies de trànsit el més properes possible a l'horari dels trens Intercity+. El moviment dels trens es va assegurar als ferrocarrils de Lviv, Odesa, Prydniprovska, Sud-Oest, Sud i Donetsk.
Durant les proves, el tren va ser rodat repetidament a les següents vies:
- Kíiv - Lviv;
- Kíiv - Dniprò;
- Kíiv - Khàrkiv;
- Kíiv — Dniprò — Zaporíjia — Simferòpol;
- Kíiv - Donetsk;
- Poltava — Krementxuk;
- Simferòpol - Krementxuk.

## Funcionament

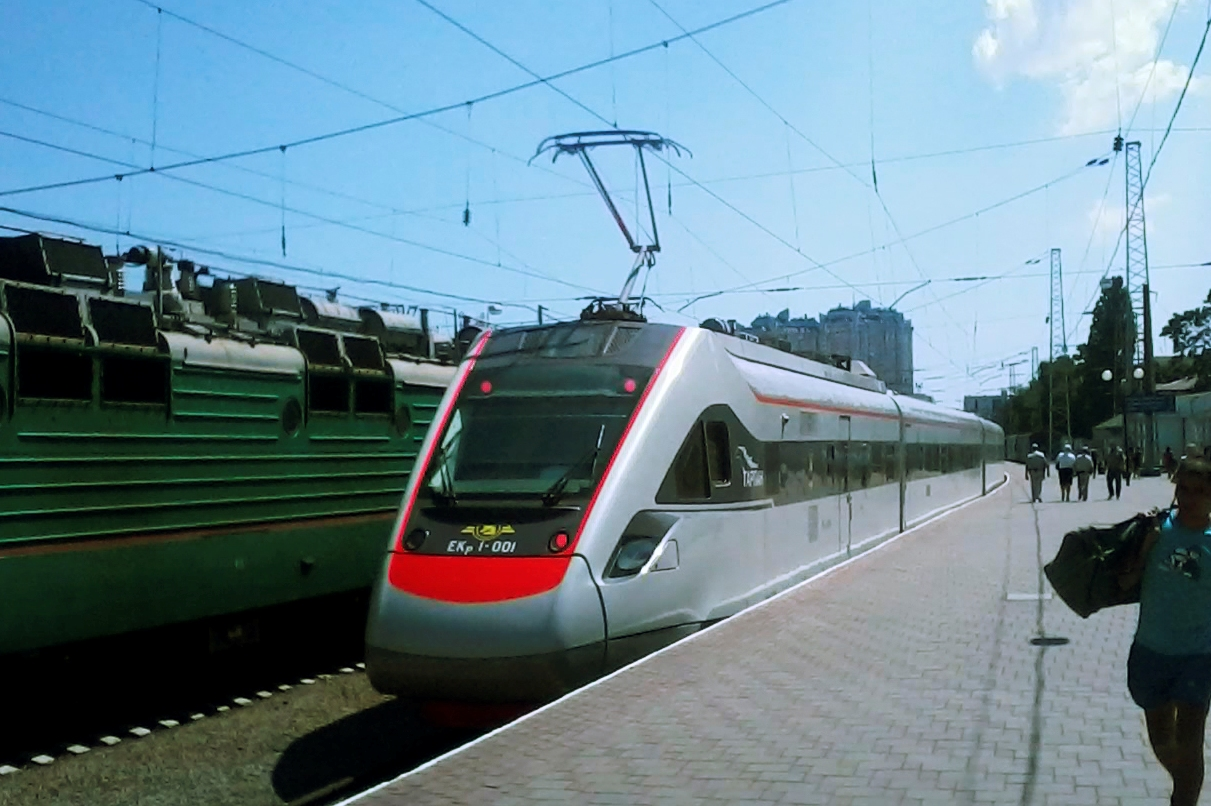
EKr1 «Tarpan» a l'estació D'Odesa-Holovna

El 24 de juny de 2014 va començar l'explotació dels trens de la sèrie EKr1. El 24 de juny de 2014, el tren elèctric número 743 va sortir per al seu primer vol a la ruta Darnytsia—Kíiv-Pasajyrskyi—Lviv, i des de l'1 de juliol de 2014, tots dos trens van circular per la ruta Kíiv—Odesa—Kíiv. En general, el tren EKr-1 funcionarà a totes les rutes del servei de tren Intercity+.
Del 12 de desembre de 2014 al 15 de juny de 2015, va operar a la nova ruta Kíiv— Kryvyi Rih.
Els trens són operats per l'empresa d'alta velocitat del ferrocarril d'Ucraïna. Segons el contracte, el període de servei del tren és d'1 any, el període de garantia és de 2 anys.
A juny de 2016, el nombre de persones transportades per dos magatzems EKr1 "Tarpan" ascendia a més de 700.000 persones.

## Esquema de trens

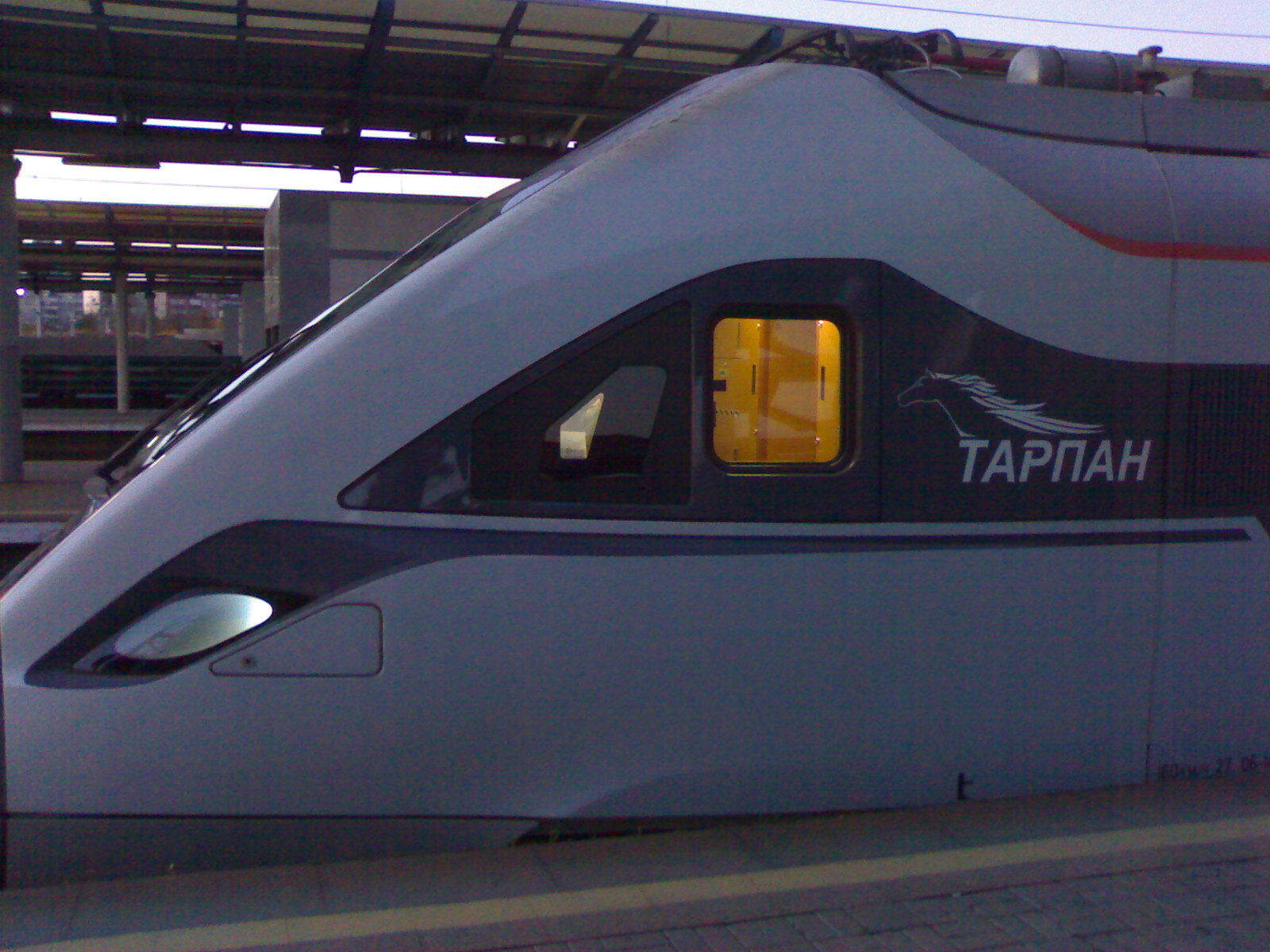
Sortida de l'EKr1 "Tarpan" des de l'estació de Darnytsia

El tren consta de 7 remolcs i 2 cotxes principals. La particularitat és que els cotxes principals són, de fet, locomotores elèctriques, tenen un compartiment de passatgers. Les carrosseries dels cotxes estan fetes d' acer inoxidable. El disseny dels vagons de tren compleix totalment els requisits de les normes sanitàries d'ergonomia, microclima, il·luminació, soroll i vibracions, així com els requisits de seguretat per a tots els materials d'acabat i revestiment. Els interiors dels salons, que tenen un disseny modern, estan fets de plàstic i panells metàl·lics amb materials resistents al desgast, respectuosos amb el medi ambient i resistents al foc. Si cal, es desmunten fàcilment i proporcionen accés als sistemes de suport vital dels vagons durant el funcionament.

## Especificacions
- Tipus de corrent — altern 25 kV 50 Hz, constant 3 kV;
- Amplada de la pista - 1520 mm;
- Velocitat de disseny: 200 km/h (segons la modificació);
- La longitud total del tren elèctric de 9 cotxes: 230,0 m;
- Longitud del cotxe intermedi: 26.696 m;
- Amplada: 3.420 m;
- Base del vagó: 19,0 m;
- Alçada cotxe: 4,4 m;
- Material del revestiment del cos: acer inoxidable ;
- Tipus de motor de tracció: asíncron ;
- Vida útil dels vagons: 50 anys;
- Nombre de seients: 612;
- seients de primera classe: 128;
- seients de segona classe: 370;
- seients de tercera classe: 112;
- seients per a passatgers en cadira de rodes: 2;
- La càrrega estàtica màxima del parell de rodes sobre el rail, Ts: 18;
- El període màxim de pas al primer equipament, hores: 24.

### Motor de traccióEdita
Al tren elèctric s'instal·len motors asíncrons TMF 59-39-4. La designació del motor es desxifra de la següent manera:
- TMF — tipus de màquina elèctrica (motor de tracció amb ventilació forçada);
- 59 — diàmetre exterior de l'estator (59x10=590 mm);
- 39 - la longitud del paquet del rotor (39x10=390 mm);
- 4 - el nombre de pals de bobina.

Característiques tècniques del motor de tracció TMF 59-39-4:
| Tensió nominal, V                                                          | 398                |
| Potència, kW                                                               | 500                |
| Corrent d'induït en mode horari, A                                         | 885                |
| Freqüència, Hz                                                             | 57                 |
| Freqüència de rotació, rev/min                                             | 1698               |
| Freqüència màxima de gir, rpm                                              | 5125               |
| Nombre de pols                                                             | 4                  |
| Classe d'aïllament                                                         | 200                |
| Sistema d'aïllament                                                        | VPI                |
| Advertència sobre el sobreescalfament de l'estator, a una temperatura de C | 190                |
| Tall de corrent, a temperatura de sobreescalfament, C                      | 210                |
| Mètode de refredament                                                      | ventilació forçada |
| Massa de TED, kg                                                           | 1157               |

Aquest tipus de motors s'instal·len als trens elèctrics europeus de la sèrie: ED74 de Polish Railways i EJ 480 de České dráhy.

## Equipament de vagons
Els vagons estan equipats amb:

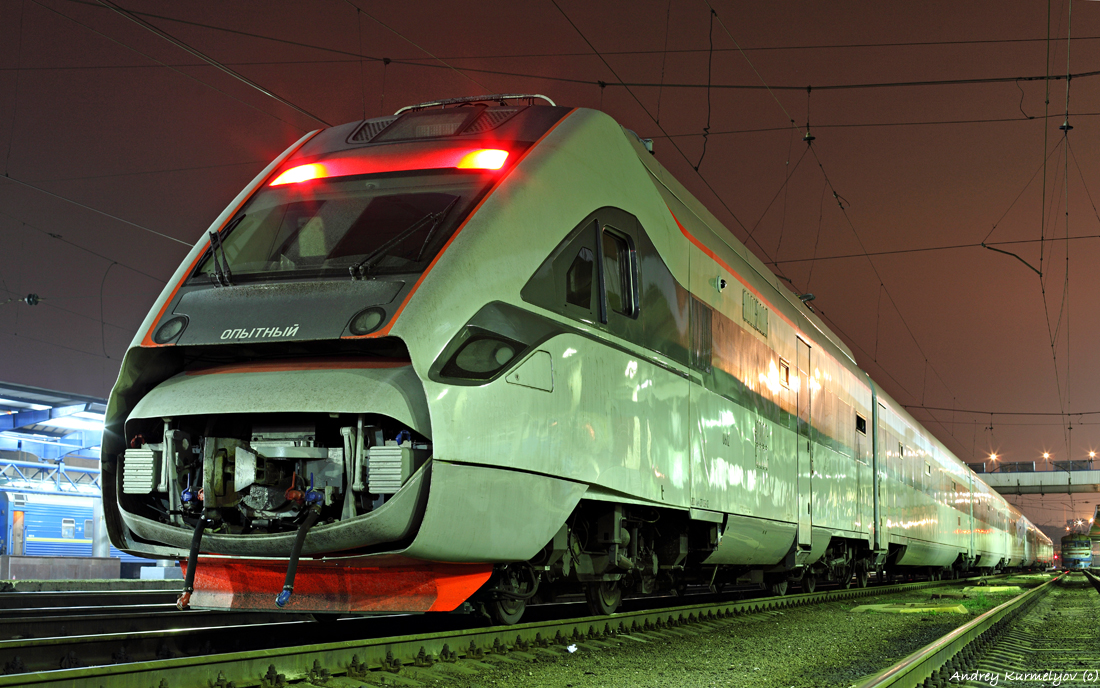
Tren elèctric amb carenat principal obert

- Carros sense bressol amb suspensió pneumàtica central mod 68-7072 (carro principal) i mod 69-7049 (carro intermedi);
- Dispositius d'acoblament rígid i transicions hermètiques;
- Llocs per al transport de persones amb discapacitat en cadira de rodes;
- El sistema d'alimentació —centralitzat des de la línia d'alta tensió del vehicle, mitjançant un convertidor estàtic, des de la xarxa elèctrica industrial de 380 V dels aparcaments, des de les bateries d'emmagatzematge (l'equip elèctric d'aquests cotxes disposa d'un sistema d'alimentació de reserva en cas de fallada de el convertidor estàtic principal);
- Sistema de subministrament d'aigua calenta i freda;
- Sistema de calefacció combinat amb control automàtic de la temperatura;
- Sistema d'aire condicionat amb control automàtic de la temperatura;
- Equipament sanitari i tècnic (aigüera, lavabos, dutxa, lavabos de tipus tancat);
- Equips d'extinció d'incendis (alarma d'incendis, detectors d'incendis, instal·lació d'extinció d'incendis d'aigua, instal·lació d'extinció automàtica d'incendis al quadre elèctric);
- Sistema automàtic de control, control i diagnòstic (SAUKD);
- Sistema de control de calefacció Bux (SKNB);
- Sistema de control de l'estat del fre de disc (SKSG);
- Sistema de diagnòstic automàtic de trens (PAiDS);
- sistema de videovigilància;
- Sistema d'informació (taulers informatius i punters);
- sistema de comunicació de trens "conductor-viatgers";
- Sistema de difusió d'àudio;
- Sistema de comunicació i navegació per satèl·lit;
- Portes elèctriques segellades automàtiques;
- Portes elèctriques de vestíbul automàtiques de tipus corredissa;
- Sistema de tancament de portes a una velocitat superior a 5 km/h;
- Per primera vegada a Ucraïna, els vagons principals d'un tren elèctric estan equipats amb un sistema d'absorció d'energia (fins a 2 MJ) en cas de xoc frontal.

## Cost
El preu d'un tren elèctric de nou cotxes d'alta velocitat de dos sistemes per al transport interregional produït per KVBZ és de 200 milions de hryvnias amb IVA (166.667 milions de hryvnias sense IVA o 20,85 milions de dòlars EUA). El preu del competidor més proper EKr1 als ferrocarrils d'Ucraïna, el coreà HRCS2 és de 29,165 milions de dòlars EUA sense IVA, i tenint en compte el cost de les peces de recanvi i els documents, el cost total del tren elèctric coreà és de 30,7 milions de dòlars EUA. Això és de 36,84 milions de dòlars EUA amb IVA enfront dels 25 milions de dòlars dels EUA a KVBZ.

## Fet interessant
Durant les proves a la premsa i alguns recursos especialitzats d'Internet del ferrocarril aficionat, el tren elèctric encara oficial i públicament sense nom va rebre el nom del model PLT200, que no està clar d'on venia, amb el desxiframent — Tren locomotor amb una velocitat de disseny de 200 km/h. La font principal, el lloc web de KVBZ, no va informar res sobre aquest model en aquell moment.